# Hoffmannia australis
Hoffmannia australis là một loài thực vật có hoa trong họ Thiến thảo. Loài này được Lillo mô tả khoa học đầu tiên năm 1919.